# Gilbert Saboya Sunyé
Gilbert Saboya Sunyé (Sant Julià de Lòria, 28 luglio 1966) è un politico andorrano ha ricoperto la carica di Ministro degli Affari Esteri del Principato di Andorra, dal 23 marzo 2015 al 1 aprile 2015 ha ricoperto la carica di Primo ministro ad Interim.

## Primi anni di vita e istruzione
Gilbert Saboya Sunyé si è laureato all'Università Capitole di Tolosa.

## Carriera politica
Prima del 2001 è stato membro del Gruppo Nazionale Democratico, È stato membro del Partito Democratico dal 2001 al 2005. È entrato a far parte del partito New Center nel 2005, rimanendo fino al 2011. Nel 2011 è entrato a far parte dei Democratici per Andorra.
Il 16 maggio 2011 è stato nominato Ministro degli Affari Esteri sotto il Primo Ministro Antoni Martí, succedendo a Xavier Espot Miró.
È stato Presidente del Comitato dei Ministri del Consiglio d'Europa dal 9 novembre 2012 al 16 maggio 2013, succedendo a Edmond Panariti.
Restando ministro degli Esteri, il 28 maggio 2014 Sunyè ha incontrato il ministro degli Esteri cinese Wang YI a Pechino per discutere della cooperazione tra i due paesi.  È stato nominato Primo Ministro ad Interim di Andorra il 23 marzo 2015. Ha ricoperto il ruolo fino al 1 aprile 2015, quando è stato nuovamente assunto dal suo predecessore, Antoni Martì.

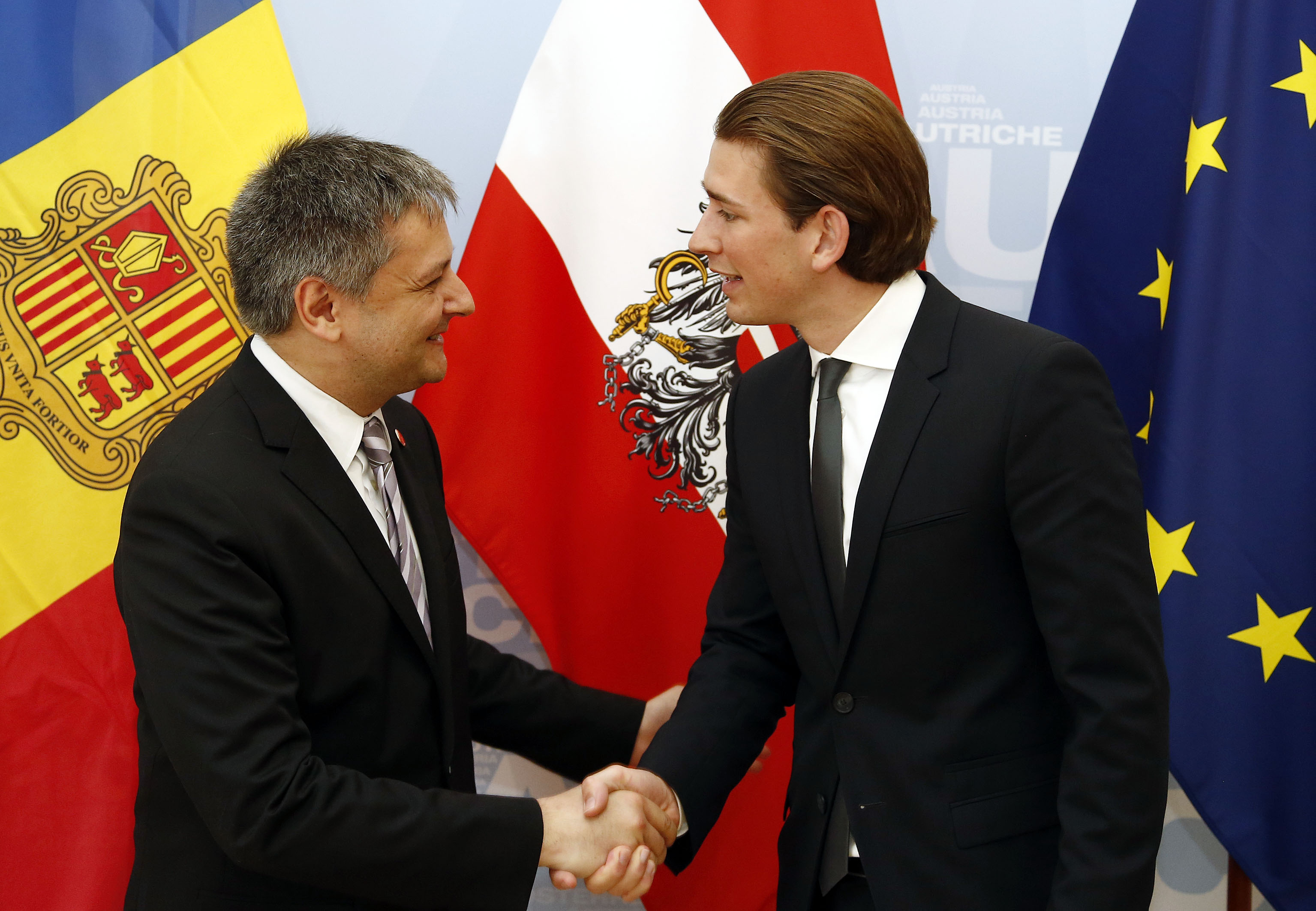
Sunye (a sinistra) con Sebastian Kurz nel 2014